# Total War
Total War (с англ. — «Тотальная война») — серия стратегических компьютерных игр, созданных и разрабатываемых британской компанией The Creative Assembly. В разное время издателями были компании Electronic Arts, Activision, SEGA. В России игры серии официально локализовывали 1C и SoftClub. В настоящее время серия включает десять самостоятельных игр и семь дополнений к ним. Традиционно в играх серии объединяются жанры пошаговой глобальной стратегии и тактических битв в реальном времени. Игры серии отличаются масштабностью и проработанностью сражений.
Первые игры серии использовали игровой движок, который моделировал трёхмерный рельеф и плоских солдат. С момента выхода Rome: Total War серия использует трёхмерные движки.

## Описание
Серии предлагают несколько режимов игры: кампания (игра происходит на каком-то участке Земли, в определённый исторический период; только в режиме «кампания» доступен стратегический режим), историческое сражение. Стратегический режим напоминает собой игры серии Civilization: на карте специальными фигурками и зданиями обозначены армии, флот, агенты и города. Карта скрыта «туманом войны». Первые две игры серии имели лоскутную карту стратегического режима: армии могли двигаться по суше только из одной провинции в соседнюю. Начиная с Rome: Total War стратегическая карта трёхмерная, и величина пройденного расстояния зависит от типа выбранного юнита, местности и времени года. В течение хода игрок может выполнить ряд действий: приказать строить и/или отремонтировать здание, набрать новый отряд в городе, пополнить имеющиеся отряды и/или перевооружить их, передвинуть агентов, отряды или армии, начать переговоры, осуществить шпионаж, убить того или иного агента, совершить диверсию, повредив здание. В разных играх можно было по-разному нанимать отряды в городах. И, конечно же, можно участвовать в сражениях.
Полководцы, возглавляющие армии или управляющие городами, и агенты на своём жизненном пути приобретают «отличительные черты», которые влияют на их характеристики (что, как и многие «неуправляемые параметры и характеристики», определяются скрытым от игрока механизмом игры). С момента выхода Rome: Total War на характеристики также оказывает влияние свита генерала и спутники агента. Эффективность городов отражается в сумме доходов от поселения и процентного соотношения прироста населения. Прирост населения зависит от плодородности провинции, развитости сельского хозяйства, наличия канализации, бань и некоторых других зданий, величины налоговой ставки, а также от характеристик правителя города. Важным показателем является уровень общественного порядка в городе, который зависит от зданий (например, стен, храмов и некоторых других), культуры, уровня жизни, количества войск, характеристик правителя, удалённости от столицы. Падение уровня порядка может привести к волнениям, в результате которых гибнут жители города и солдаты гарнизона, наносится ущерб зданиям. Волнения могут перерасти в бунт, в результате которого город обретёт независимость.
При столкновении армий появляется специальное окно, отражающее соотношение сторон (зависит от численного и качественного состава армии), величину навыка «командование» у генерала, иногда можно выбрать время суток для сражения (зависит от характеристики генерала «воин ночи»). Игрок должен выбрать один из трёх режимов: автоматический расчёт боя, переход к тактическому сражению или отступление. Игрок не ограничен во времени для решений на стратегической карте. Ход завершается по нажатию кнопки «конец хода». После этого свои действия осуществляют остальные фракции в строго установленном порядке. Далее ход снова переходит к игроку. Для уничтожения фракции необходимо либо захватить все поселения, либо уничтожить всех дееспособных мужских членов правящей семьи.

### Тактический режим
Тактический режим — расстановка и сражение армий на какой-то территории, протекающее в реальном времени. В Shogun: Total War и Medieval: Total War тактический режим начинался, если две враждующие армии оказывались в одной провинции, карта сражения соответствует провинции, в которой столкнулись армии. Начиная с Rome: Total War сражение происходит в том месте, где встретились армии. Особенностью серии является система управления армиями: игрок управляет не единичными юнитами, как в Age of Empires, а целыми отрядами. Число солдат в отряде зависит от установленных настроек и колеблется от 40 до примерно 160 (Rome: Total War) человек в отряде. Цель тактического боя — уничтожить или обратить в бегство всю армию противника. Во время сражения учитывается множество факторов, как то: боевой дух отряда (зависит от численности, прикрытия фланга и тылов, деморализующих факторов — огонь подожжёнными снарядами, соседством с отрядами противника, понижающими боевой дух), усталость (понижается во время активных маршей и после длительных боев), число боеприпасов (для юнитов с возможностью дистанционной атаки), рельефа местности, на которой расположен отряд (с холма снаряды летят дальше и т. п.), погоды (в дождь юниты с пороховым оружием не так эффективны), климатической зоны (зимой кавалерия получает штрафы, в пустыне тяжеловооружённые юниты быстрее устают), амуниции и вооружения (копейщики более эффективны против кавалерии). Отряд, который не выдержал и побежал, становится неуправляемым: он покидает поле боя в бегстве, совершенно не обращая внимание на получаемый урон, либо через некоторое время возвращается на поле боя. Также отряд, который убегает, может попасть в окружение и перейти в режим «стоять насмерть». Сражения имеют таймер, который можно отключить в настройках игры. По окончании битвы определяется победившая сторона и степень её победы (зависит от соотношения сил на начало боя, их «качества» и потерь, понесенных сторонами). В зависимости от результатов меняются характеристики полководцев, управляющих армиями. Если армия на стратегической карте атакует город, то битва будет проходить в режиме осады: в этом случае целью является уничтожение всех защитников города, или захват центральной площади города и удержания её в своих руках в течение 3 минут. Захватив город, игрок может выбрать его дальнейшую судьбу: аннексировать, ограбить или уничтожить большую часть населения. В зависимости от игры серии менялись правила обороны отрядом переправ через реки. Тактические морские сражения стали доступны только после выхода Empire: Total War, а до этого рассчитывались в автоматическом режиме.

## История

### Shogun: Total War
Первая игра в серии Total War, Shogun, вышла в 2000 году. В дебютной игре серии были заложены основные принципы глобального и тактического режимов. В игре рассказывается о противостоянии правящих домов в Японии XVI века; всего на выбор 7 кланов. Время действия — с 1530 по 1630 год, каждый ход в игре соответствует 1 времени года, таким образом общее время игры составляет 400 ходов. Что характерно, партия может закончиться ничьей (ни один из кланов не получил единоличный контроль над территорией). Карта в игре лоскутная и представляет собой разложенную на столе карту средневековой Японии. В качестве валюты в игре используется рис — коку, который собирается осенью. Из агентов доступны дипломаты, шпионы (синоби), убийцы (ниндзя) и гейши — особый, элитный тип убийцы, который в случае провала задания не погибает. В игре также отражено появление в Японии европейских держав — португальцев и голландцев, — союз с которыми позволяет строить пороховые отряды.
К игре было выпущено дополнение Mongol Invasion, посвящённое гипотетическому вторжению Монголии в средневековую Японию. Аддон добавил новую фракцию — монголов, которой запрещено строительство зданий и наём юнитов. Новые войска монгольская фракция получает за одержанные победы.

### Medieval: Total War
Вторая игра в серии увидела свет в 2002 году. Графический движок остался неизменным. Действие перенеслось в средневековую Европу (с 1087-го — год смерти короля Англии Вильгельма Завоевателя — по 1453-й годы — падение Константинополя), однако сохранило антураж Shogun. В качестве валюты выступает флорин. Все фракции разделены на группы (католики, православные, мусульмане и язычники), а их число увеличено до 12. Каждая группа фракций имеет свою линейку зданий и юнитов. Захват территории, которая длительное время принадлежала фракции из противоположной группы, приводит к массовому недовольству населения, вызванному культурными и религиозными отличиями. Действия католических фракций контролирует папа римский, не терпящий междоусобной войны между католическими державами. У генералов появилось несколько характеристик (жестокость, благородство, благочестие), а также личностные черты, влияющие на значения той или иной характеристики. Появилась возможность подбирать жениха королевским дочерям из генералов других государств, успешный брак которых может привести к союзу с государством. Появились наёмники и осады крепостей. Также в игре можно спешивать некоторые конные юниты.
Позже было выпущено дополнение Viking Invasion, стилистически походившее на Shogun: Total War Mongol Invasion. Действия аддона разворачивается на территории средневековой Англии и посвящены набегам викингов, которые напоминают монголов из аддона к предшествующей игре.

### Rome: Total War
Выпущена в конце 2004 года на полностью трёхмерном движке с полностью трёхмерной стратегической картой. Действие разворачивается в 270 до н. э.— 14 н. э. (270 г. до н. э. — начало первой Пунической войны; 14 год н. э. — смерть императора Августа) и посвящено античным войнам. 1 ход в игре — половина года, таким образом партия ограничена 588 ходами. В качестве валюты выступает денарий. Из-за отказа от концепции лоскутной карты в провинции могут находиться армии враждующих сторон, а контроль над ней осуществляет сторона, владеющая поселением в центре провинции. Количество групп фракций доведено до 6, а их число равняется 21. Ключевая группа фракций — римская. Функции папы римского перешли к римскому сенату, который координирует действия римских фракций. У генералов и агентов появилась свита. Изменилась концепция осадных сражений, которая стала напоминать Stronghold. Все построенные здания отображаются на тактической карте. Произошло расширение дипломатических возможностей.
Для игры было выпущено два адд-она: первое дополнение Rome: Total War — Barbarian Invasion посвящено падению Рима и разделению его на Западную и Восточную Империи. Действие игры протекает в IV веке нашей эры. Обновлён состав фракций (с упором на варварские). Произошло изменение как в тактической, так и в стратегических режимах, добавились религии. Второе дополнение Rome: Total War — Alexander, посвящённое походу Александра Македонского на Восток. В игре практически отсутствуют нововведения, резко урезан ряд представителей фракций (добавилась одна — Индия) и убрана дипломатия.

### Medieval II: Total War
Выпущен в 2006 году на доработанном движке Rome: Total War. Идеологически является продолжением Medieval. Действие разворачивается в 1080—1530 гг. 1 ход в игре равняется 2 годам, однако для всех персонажей он считается за полгода. Таким образом период, фактически равный 120 ходам, для персонажей составит 60 лет. На стратегической карте появились значки товаров. Изменилась концепция поселений — теперь два типа поселения: города и замки. Города — центры экономики, замки позволяют тренировать более элитные войска. Изменилась концепция найма отрядов: за один ход можно нанять сразу несколько отрядов. Добавились новые агенты: священник (увеличивает значение показателя религии), купец (будучи установленным на значок товара, начинает приносить дополнительную прибыль), инквизитор (специальный агент, доступный только папе римскому). Снова вернулась возможность выдавать замуж королевских дочерей. Появились гильдии — здания, оказывающие специальный эффект или позволяющие тренировать определённый тип юнита. В игре отражено вторжение монголов и тимуридов, а также открытие Америки.
Для игры было выпущено дополнение Kingdoms, которое состоит из нескольких кампаний, каждая содержит свой уникальный набор фракций и историческую эпоху. Всего кампаний было 4 и они посвящены различным историческим событиям: борьбе Тевтонского ордена с Новгородом, Польшей, Великим княжеством Литовским, а также с прибалтийскими государствами, войнам на территории Британии, крестовым походам, противостоянию испанских конкистадоров с коренным населением Америки. Во всех этих кампаниях число фракций значительно меньше, чем в основной кампании.

### Empire: Total War
Выпущена 3 марта 2009 года. Действие разворачивается с 1700 по 1799 годы и посвящено колониальным войнам. Действия развиваются на четырёх материках — Европе, Африке, Азии, а также на Индийском субконтиненте и в Америке. Разработчики вернулись к идее Shogun: армии различных сторон имеют одинаковую линейку юнитов, отличающихся цветом формы, и 1—2 уникальных родов войск (для русских, например, это казаки). В игре появилась возможность назначать на посты министров. Изменилась концепция строительства в городах: можно построить только определённое количество зданий, в зависимости от свободного места в провинции. Для провинции определяется её специальность построенными зданиями. Появилось понятие государственного строя (определяется стартовыми условиями); в зависимости от строя в стране могут происходить выборы или возникать революции. Переработаны агенты: их нельзя нанимать, и появляются они сами время от времени. Агенты: миссионер, диверсант, учёный. Для дипломатии не требуются послы. Можно прятать солдат в постройки на тактической карте. Появились морские тактические сражения — одно из самых главных нововведений. Отражена возможность появления различных государств: США, Шотландии, Мексики и других. Также любая фракция может вернуться в игру после уничтожения. В игру было введено древо технологий, однако, в отличие от предыдущих серий, технологические открытия не были представлены набором исторических событий — игрок сам развивает свою инфраструктуру и науку, имея возможность таким образом как обогнать конкурентов в этой области, так и отстать от них. Развитие технологий оказывает наибольшее во всей серии влияние и на ход кампании, и на режим тактических битв.
Для игры (посредством службы цифровой дистрибуции Steam) было выпущено несколько DLC-паков, самый крупный из которых — Warpath Campaign — переносил действие игры в Америку, где индейские племена сражались с европейскими колонизаторами. Остальные дополнения (Elite Units of the East, Elite Units of America, Elite Units of the West) носили локальный характер и добавляли в игру только новые юниты для различных фракций.

### Napoleon: Total War
Игра Napoleon: Total War была выпущена 23 февраля 2010 года. В игре развиваются геймплейные и графические наработки игры Empire: Total War. Значительно переработаны экономические, дипломатические и боевые составляющие. Впервые в серии представлен проработанный сюжетный режим, рассказывающий о периоде Наполеоновских войн.
В отличие от оригинала, в игре представлена только Европа. Большое значение приобрёл фактор расположения фракции (например, Россия находится далеко от Франции, поэтому Россия находится в относительной безопасности). Ещё одно изменение — ИИ компьютерных игроков, теперь они действуют более адекватно и реалистично (например, Британия находится на острове, поэтому Франция первым делом пытается заблокировать все британские верфи, чтобы Британия не могла высадить свои войска во Франции).

### Total War: Shogun 2
Игра была официально анонсирована компанией SEGA 3 июня 2010 года, выпуск состоялся 15 марта 2011 года. Total War: Shogun 2 посвящена периоду феодальной раздробленности Японии в XVI веке.

#### Rise of the Samurai
Самостоятельное дополнение к игре Total War: Shogun 2. Дополнение охватывает период за 400 лет до событий оригинальной игры. Рассвет самураев рассказывает о войне Гэмпэй — конфликте между шестью домами родов Тайра, Минамото и Фудзивара, приведшем к образованию первого сёгуната и становлению самураев как правящего класса.

#### Fall of the Samurai
Самостоятельное дополнение к игре Total War: Shogun 2. Дополнение охватывает 1864—1869 года в истории Японии, период Бакумацу.

### Total War: Rome II
Игра была выпущена 3 сентября 2013 года.
- Существенно изменённый движок Warscape — Warscape+.
- Большую роль в политике играют личные интриги правителей.
- Карта была серьёзно увеличена и расширена на Восток. Карта вмещает 183 региона.
- Сухопутные, морские сражения и осады объединены в одно сражение с несколькими этапами боя (сражение между судами, высадка десанта, осада крепости).
- Новая «система регионов». Провинция состоит из нескольких областей. При этом игрок управляет не сразу всей провинцией, а вынужден захватывать все области.
- Несколько новых видов камер.
- Взаимодействие армии и флота, включая высадку десанта.
- Теперь в городе вместо одной площади несколько контрольных точек.
- Улучшенный ИИ.
- Перед тем как пойти на приступ стены или столкнуться с вражеским отрядом, командиры оборачиваются к подчинённым и подбадривают их криками. Лучше разглядеть такие мелкие детали помогает специальная камера, показывающая ход боя от лица отдельных солдат.
- Серьёзное увеличение численности отрядов.
- Каждый легион в игре особенный и отличается от других отрядов формой и своими уникальными особенностями.
- Города, долгое время находившиеся под осадой, выглядят соответствующе: стены окружены осадными укреплениями, местность вокруг разорена, а в самом городе можно увидеть пожары и разрушения.
- Возможность войти в режим тактического обзора карты прямо во время битвы. Точками различного цвета отмечены соединения, находящиеся на карте.
- Чтобы лучше передать эмоции солдат и саму атмосферу на поле боя, разработчики существенно проработали анимацию персонажей. Теперь при угрозе обстрела солдаты могут закрываться щитами и т. п. Лицевая анимация также подверглась значительному улучшению по сравнению с предыдущими частями.
- Если в Shogun 2 упор делался на индивидуальные схватки между юнитами, то в Rome II разработчики делают упор на жестокие групповые схватки.
- Появилась возможность перемещать армии по рекам и морям. Грузовые суда упразднены. Армия во время переправы может атаковать и защищаться, как флот. Возможность десанта армии прямо во вражеский порт с последующим штурмом города.
- Около 500 видов боевых единиц.
- Крупные города могут откатиться на предыдущую ступень развития, если будет нарушен режим поставки продовольствия (новая экономическая система).
- Невозможно нанять отряды в городе. Отряды набираются армиями под руководством генерала. Новую армию можно создать в любом городе, но существует лимит на армии, зависящий от размера империи. Может произойти ситуация, когда враг неожиданно вторгается, а все армии на другой границе и достигнут лимит. Чтобы защититься, придётся отводить существующие армии. Флот и агенты также лимитированы.
- Нанесённый во время осады ущерб может сказываться долгие годы, многие здания могут быть разрушены до основания.
- У кораблей появилась способность идти на таран.
- Возможность создавать и изменять флаги и названия армий по своему усмотрению.

### Total War: Attila
Игра была официально анонсирована компанией SEGA 25 сентября 2014 года, выпуск состоялся 17 февраля 2015 года. Действие Total War: Attila происходит в 395 году нашей эры — времени апокалиптических потрясений на заре Средневековья.
В середине февраля 2010 года PR-менеджер Creative Assembly Марк О’Коннелл (англ. Mark O'Connell) заявил в интервью сайту VG247, что серия игр Total War не появится на игровых консолях до тех пор, пока консольные версии игры не смогут предложить игрокам абсолютно аналогичные с PC-версией впечатления. «Безусловно, РС — это дом для серии Total War, однако если мы когда-нибудь захотим выпустить новую игру серии на консолях, то примемся за это, только если будем уверены в том, что сможем создать крайне удобные и интуитивные системы управления и пользовательский интерфейс», — заявил он.

### Total War: Warhammer
Релиз игры состоялся 24 мая 2016 года (изначально был запланирован на 28 апреля 2016 года). В отличие от предыдущих частей цикла, действие «Warhammer» происходит в сеттинге Warhammer Fantasy. Также впервые были добавлены летающие юниты.

### Total War: Warhammer II
Релиз игры состоялся 28 сентября 2017 года. Действие, как и предыдущей части, происходит во вселенной Warhammer Fantasy. Улучшена графика, появились новые фракции, юниты. Игра имеет новый сюжет..

### Total War: Arena
ОБТ состоялся 22 февраля 2018 года.
22 февраля 2019 года сервера прекратили свою работу.

### Total War Saga: Thrones of Britannia
Анонс игры состоялся 14 ноября 2017 года. Действие игры начинается в 878 году нашей эры на территории Британских островов. Релиз игры состоялся 3 мая 2018 года.

### Total War: Three Kingdoms
Анонс игры состоялся 10 января 2018 года. Игра рассказывает об эпохе Троецарствия в Китае. Релиз состоялся 23 мая 2019 года.

### Total War Saga: Troy
02 августа 2019 года была зарегистрирована торговая марка Total War Saga: Troy. Небольшая презентация игры была представлена на Gamescom в августе 2019 года. 18 сентября 2019 года, за день до официального анонса игры, Total War Saga: Troy стала главной темой свежего номера журнала PC Gamer. Официальный анонс игры состоялся 19 сентября 2019 года. Релиз игры состоялся 13 августа 2020 года в магазине Epic Games Store. Эксклюзивность в EGS является временной, релиз в магазине Steam запланирован на 2 сен. 2021 г.

## Игры серии
- Shogun: Total War (2000)
  - Mongol Invasion (2001)
- Medieval: Total War (2002)
  - Viking Invasion (2003)
- Rome: Total War (2004)
  - Barbarian Invasion (2005)
  - Alexander (2006)
- Spartan: Total Warrior (2005)
- Medieval II: Total War (2006)
  - Kingdoms (2007)
- Empire: Total War (2009)
  - The Warpath Campaign (2009)
- Napoleon: Total War (2010)
  - The Peninsular Campaign (2010)
- Total War: Shogun 2 (2011)
  - Rise of the Samurai (2011)
  - Fall of the Samurai (2012)
- Total War Battles: Shogun (2012)
- Total War: Rome 2 (2013)
  - Caesar in Gaul (2013)
  - Hannibal at the Gates (2014)
  - Imperator Augustus (2014)
  - Wrath of Sparta (2014)
  - Empire Divided (2017)
  - Rise of the Republic (2018)
- Total War: Attila (2015)
  - The Last Roman (2015)
  - Age of Charlemagne (2015)
- Total War Battles: Kingdom (2016)
- Total War: Warhammer (2016)
- Total War: Warhammer II (2017)
- Total War: Arena (2018)
- Total War Saga: Thrones of Britannia (2018)
- Total War: Three Kingdoms (2019)
  - Eight Princes (2019)
  - Mandate of Heaven (2020)
  - A World Betrayed (2020)
  - The Furious Wild (2020)
  - Fates Divided (2021)
- Total War Saga: Troy (2020)
- Total War: Warhammer III (2022)
- Total War: Pharaoh (2023)